# Kiki Musampa
Kizito Musampa né le 20 juillet 1977 à Kinshasa (Zaïre, actuellement en République démocratique du Congo) est un footballeur néerlandais évoluant au poste de milieu de terrain.
Grand espoir du football néerlandais à ses débuts, « Kiki » Musampa n'est jamais parvenu à pleinement s'imposer en club ou en sélection.

## Carrière
| Saison           | Club                  | Pays         | Championnat        | Championnat | Championnat | Championnat  | Championnat  | Coupe d'Europe | Coupe d'Europe | Coupe d'Europe |
| Saison           | Club                  | Pays         | Division           | Matchs      | Buts        | Cartons      | Cartons      | Type           | Matchs         | Buts           |
| ---------------- | --------------------- | ------------ | ------------------ | ----------- | ----------- | ------------ | ------------ | -------------- | -------------- | -------------- |
| Saison           | Club                  | Pays         | Division           | Matchs      | Buts        | Carton jaune | Carton rouge | Type           | Matchs         | Buts           |
| 1994 - 1995      | Ajax Amsterdam        | Pays-Bas     | Eredivisie         | 1           | 0           | ?            | ?            | -              | -              | -              |
| 1995 - 1996      | Ajax Amsterdam        | Pays-Bas     | Eredivisie         | 17          | 1           | ?            | ?            | -              | -              | -              |
| 1996 - 1997      | Ajax Amsterdam        | Pays-Bas     | Eredivisie         | 24          | 5           | ?            | ?            | -              | -              | -              |
| 1997 - 1998      | Girondins de Bordeaux | France       | Division 1         | 16          | 4           | ?            | ?            | -              | -              | -              |
| 1998 - 1999      | Girondins de Bordeaux | France       | Division 1         | 17          | 1           | ?            | ?            | C3             | 4              | 0              |
| 1999 - 2000      | Málaga CF             | Espagne      | Primera División   | 13          | 2           | ?            | ?            | -              | -              | -              |
| 2000 - 2001      | Málaga CF             | Espagne      | Primera División   | 11          | 3           | ?            | ?            | -              | -              | -              |
| 2001 - 2002      | Málaga CF             | Espagne      | Primera División   | 37          | 9           | ?            | ?            | -              | -              | -              |
| 2002 - 2003      | Málaga CF             | Espagne      | Primera División   | 35          | 8           | ?            | ?            | C3             | 10             | 1              |
| 2003 - 2004      | Atlético de Madrid    | Espagne      | Primera División   | 26          | 2           | ?            | ?            | -              | -              | -              |
| 2004 - jan. 2005 | Atlético de Madrid    | Espagne      | Primera División   | 8           | 0           | ?            | ?            | -              | -              | -              |
| jan. 2005 - 2005 | Manchester City       | Angleterre   | Premier League     | 14          | 3           | ?            | ?            | -              | -              | -              |
| 2005 - 2006      | Manchester City       | Angleterre   | Premier League     | 27          | 0           | ?            | ?            | -              | -              | -              |
| 2006 - 2007      | Trabzonspor           | Turquie      | Turkcell Süper Lig | 14          | 4           | ?            | ?            | -              | -              | -              |
| 2007 - 2008      | AZ Alkmaar            | Pays-Bas     | Eredivisie         | 5           | 0           | ?            | ?            | -              | -              | -              |
| 2008 - mars 2009 | FC Séoul              | Corée du Sud | K-League           | 3           | 0           | ?            | ?            | -              | -              | -              |
| mars 2009 - 2009 | Willem II             | Pays-Bas     | Eredivisie         | 6           | 0           | ?            | ?            | -              | -              | -              |

## Palmarès
- Champion des Pays-Bas en 1995 et 1996 avec l'Ajax Amsterdam
- Champion de France en 1999 avec les Girondins de Bordeaux
- Vainqueur de la Supercoupe d'Europe en 1995 avec l'Ajax Amsterdam
- Vainqueur de la Coupe Intertoto en 2002 avec Malaga
- Finaliste de la Ligue des Champions en 1996 avec l'Ajax Amsterdam
- 25 sélections et 8 buts avec les Espoirs entre 1996 et 2000